# Nicolaas Marinus Hugenholtz
Nicolaas Marinus Hugenholtz (* 26. April 1924 in Wormerveer) ist ein niederländischer theoretischer Physiker.
Hugenholtz besuchte das Gymnasium in Leiden, studierte an der Technischen Hochschule in  Delft und an der Universität Leiden. Zweieinhalb Jahre war er am Niels-Bohr-Institut in Kopenhagen und ab 1955 an der Universität Utrecht, wo er 1957 bei Léon Van Hove „cum laude“ promoviert wurde („The quantum theory of large systems and its application to the structure of nuclear matter“). Danach war er 1958 bis 1960 am Institute for Advanced Study in Princeton. Er war Professor an der Universität Groningen. Hugenholtz ist für seine Arbeiten zum quantenmechanischen Vielteilchenproblem und zur statistischen Mechanik bekannt. 1988 wurde er zum Mitglied der Königlich Niederländischen Akademie der Wissenschaften gewählt.
Er ist seit 1952 verheiratet und hat vier Kinder.

## Schriften
- mit van Hove, Howland Quantum theory of many particle systems – Lecturenote and Reprint volume, Frontiers in Physics, Benjamin 1961
- mit David Pines: Ground state energy and excitation spectrum of a system of interacting bosons, Physical Review, Bd. 116, 1959